# Reki Kawahara
Reki Kawahara (jap. 川原 礫, Kawahara Reki, * 17. August 1974) ist das Pseudonym eines japanischen Autors von Light Novels.

## Leben
Reki Kawaharas Debütroman Sword Art Online verfasste er unter dem Pseudonym Fumio Kunori (九里 史生) mit der Absicht ihn als Beitrag für den Dengeki Game Shōsetsu Taishō (電撃ゲーム小説大賞, „Großer Dengeki-Computerspiele-Romanpreis“) 2002 des Light-Novel-Imprints Dengeki Bunko des Verlags ASCII Media Works einzureichen. Da er allerdings die Seitenbegrenzung überschritt, verzichtete er schließlich auf eine Einsendung und stellte das Werk im November 2002 auf seine Website. Im Laufe der Zeit ergänzte er diesen Web-Roman um drei Roman-Fortsetzungen und Kurzgeschichten. Der Web-Roman hatte etwa 6,5 Millionen Seitenabrufe. Zentrales Thema des Werks sind vollständig immersive virtuelle Realitäten als Computerspiele.
Im November/Dezember 2007 veröffentlichte er Chōzetsu Kasoku Burst Linker (超絶加速バースト・リンカー, Chōzetsu Kasoku Bāsuto Rinkā) wiederum im Netz. Dessen Thema ähnelt ebenfalls dem von Sword Art Online. Unter dem geänderten Titel Accel World sandte er dies dann als Beitrag für denselben Preiswettbewerb ein und gewann den Großen Preis. Gleichzeitig bot ihm der Verlag auch an Sword Art Online professionell zu verlegen. Der erste Band von Accel World erschien Februar 2009 und der von Sword Art Online im April.
Sowohl Accel World als auch Sword Art Online erhielten 2012 zum 20. Jubiläum von ASCII Media Works Umsetzungen als Anime-Serien. Bei den Tokyo Anime Awards wurde er für Sword Art Online für die Beste Handlung ausgezeichnet und die Adaption als Beste Fernsehserie. 2012 und 2013 war Sword Art Online die meistverkaufte Light-Novel-Reihe, während Accel World auf Platz 2 bzw. 20 landete.
Neben MMORPGs wie Ultima Online, mit dem er 1998 anfing, oder Ragnarok Online, wurde Reki Kawahara schriftstellerisch durch Arimasa Ōsawa und dessen Detektiv-Romanreihe Shinjuku-zame (die ersten beiden Bände erschienen auf Deutsch als Der Hai von Shinjuku) geprägt.